# Colegiul Național „Gheorghe Șincai” din Baia Mare
Colegiul Național „Gheorghe Șincai” este o instituție de învățământ din Baia Mare. Clădirea colegiului, construită între anii 1903-1906, este monument istoric și de arhitectură, clasificat sub cod LMI MM-II-m-B-04488.

## Istoric
Liceul a fost dat în folosință în anul 1906.

### Istoria interbelică
În anul 1919 i-a fost atribuit numele istoricului Gheorghe Șincai. Primul director numit de Consiliul Dirigent al Transilvaniei în data de 12 iulie 1919 a fost profesorul dr. Gheorghe Hetco, care a condus liceul până în 1940. La deschidere, liceul avea 172 elevi, 17 profesori, cursurile urmau să se desfășoare în 8 săli de clasă, un laborator de chimie, un laborator de fizică. Biblioteca liceului dispunea de 10.099 volume.
În perioada interbelică numărul absolvenților ajunge la 561. Pe perioada războiului liceul românesc a fost desființat, în locul lui funcționând un liceu în limba maghiară.

### Istoria post-belică până în prezent
Liceul "Gheorghe Șincai" s-a redeschis la 1 decembrie 1944, dar cursurile școlare s-au reluat numai în ianuarie 1945, director fiind numit canonicul și catihetul Dr. Vasile Țiplea. În anul 1959, clădirea liceului a fost extinsă cu 20 de săli de clasă și o sală de gimnastică. Extinderile au continuat în anii ‘ 70, ajungându-se la 44 săli, o parte din ele urmând a fi amenajate ca laboratoare.
După război, liceul a funcționat cu secție română și secție maghiară, până la înființarea în oraș a liceului maghiar care a existat până în anul 1959, an în care liceul maghiar a fost reintegrat ca secție în Liceul "Gheorghe Șincai", funcționând astfel până în anul 1998 când s-a reînființat liceul maghiar.
Afirmarea liceului pe plan național este din ce în ce mai puternică odată cu inițierea olimpiadelor școlare pe discipline de învățământ. În anul 1958 liceul apare pentru prima dată în lista școlilor cu performanțe deosebite. În anii următori participarea la concursurile naționale ale elevilor devine aproape un scop, atât pentru elevi, cât si pentru profesori, constituind o posibilitate de afirmare în plan național atât a lor, cât și a școlii. Premii obținute: se ajunge la un palmares impresionant, ce constituie o carte de vizită a liceului: 679 premii la olimpiadele naționale, 32 premii la olimpiadele internaționale, 13 premii la sesiunile de referate și comunicări ale elevilor. În plan sportiv, echipe campioane naționale la gimnastică, baschet și volei și foarte multe premii la concursuri județene și interjudețene pentru elevi. Dar cel mai important ni se pare faptul că peste 17.000 de tineri și-au încheiat studiile liceale aici și că cea mai mare parte dintre ei au absolvit instituții de învățământ superior. Site-ul oficial Arhivat în 3 martie 2008, la Wayback Machine.

## Personalități
- Leon Prodan (1902 - 1984), profesor dr. doc., specialist în sănătate publică, Universitatea din Boston
- Vasile Gheție (1903 - 1990), membru titular al Academiei Române, Doctor Honoris Causa al Universității din Leipzig, membru al Academiei de Știinte din New York, membru al Societății Regale de Medicină din Londra, membru al Asociației de Patologie Comparată din Paris
- Florian C. Ulmeanu (1903 - 1973), Prof. Dr. Doc., membru corespondent al Societății de Educație Fizică din Belgia, membru titular al Societății de Biotipologie din Paris, membru post-mortem al Academiei de Științe Medicale
- Dezideriu Duma (1905 - 1988), membru al Academiei de Științe Medicale
- Augustin Buzura (n. 1938), membru al Academiei Române, om de cultură, scriitor, președintele Fundației Culturale Române
- Marius Porumb (n. 1943), membru corespondent al Academiei Române, membru al Institutului Magna Graecia din Toronto
- Ömer Cerrahoğlu (n. 1995), copil minune afirmat în domeniul matematicii, al treilea cel mai tânăr câștigător al medaliei de aur la Olimpiada Internațională de Matematică, deținător a două medalii de aur și două de argint la ultimele patru ediții ale Olimpiadei Internațională de Matematică (2009, 2010, 2011 și 2012)
- Paula Seling (n. 1978), artistă
- Iosif Pop (n. 1966), Arhiepiscopul Ortodox Român al Europei Occidentale și Mitropolitul Ortodox Român al Europei Occidentale și Meridionale
- Lucian cardinal Mureșan(n.23.05.1931), arhiepiscopul major al Bisericii Române unite greco-catolică